# Vandali
Vandali su Germani, koji pripadaju istočnoj grupi germanskih naroda. Publije Kornelije Tacit navodi da su Vandali Silinzi prvotno naseljavali prostor između Labe i Visle. Za vrijeme Markomanskog rata (166. – 181.) živjeli su u današnjoj Šleskoj koja po njim dobiva ime (Silinzi - Silesia). Oko 271. godine napali su Rimsko Carstvo, pa je car Aurelijan morao krenuti u rat protiv njih. Car Konstantin I. Veliki je 330. dodijelio zemlju u Panoniji na desnoj obali Dunava Vandalima Hastinzima. Iako su prihvatili arijansko krivovjerje, malen dio njih, među kojima i Stilihon, visoki dužnosnik na dvoru zapadnorimskog cara Honorija su bili pravovjerni katolici.
Ova oba vandalska plemena su 406. godine iz Panonije krenuli preko Galije, koju su opustošili, u Hispaniju. Tijekom velikog rimskog rata protiv barbara u Hispaniji između 411. i 421. godine oba vandalska plemena i njihovi saveznici Alani trpe velike gubitke što će dovesti do ujedinjenja sva ta tri plemena (Vandali Silinzi, Vandali Hastinzi i Alani) u jedan vandalski narod pod vladavinom dinastije Hastinga. Od tada pa do kraja postojanja njihove države službeni naslov njihovog kralja će biti "kralj Vandala i Alana". Godine 427. vandalski kralj je postao Gajzerik.
On se 429. iskrcao u Africi s 80000 vojnika, pretpostavlja se na poziv guvernera Bonifacija, no o ovom se pitanju još uvijek vode rasprave. 435. godine Vandali su sklopili mir s Rimljanima, ali ga je kralj 439. prekršio zauzevši i opljačkavši Kartagu, koja je od tada vandalska prijestolnica. Velika vandalska flota je pustošila obale oba carstva. 455. godine Vandali su dva tjedna pljačkali Rim, pa je tako ime tog naroda došlo na loš glas. Prema legendi Vandale je u pomoć pozvala zapadnorimska carica Eudokija, kako bi se osvetila caru Petroniju Maksimu, jer ju je, nakon što joj je ubio muža cara Valentinijana III., prisilio da s njim sklopi brak. Druga priča kaže da je Vandale papa Leon I Veliki uvjerio da se zadovolje pljačkom, a da grad i njegove stanovnike poštede pustošenja. Da li je papin utjecaj spasio Rim, još je predmet rasprave, no sigurno je da je Vandalima jedino plijen bio na pameti. Kasniji opisi ovog događaja bili su jako pretjerani.
462. godine Vandalska kraljevina je obuhvaćala Afriku, te otoke Siciliju, Sardiniju, Korziku, te Baleare. Ipak poput drugih germanskih država na rimskom tlu i vandalska država je ubrzo počela propadati zbog razlike u vjeri i narodu između Germana i Rimljana.
Vandali su se prema Rimljanima katolicima odnosili oštrije od drugih Germana. Biskupe je kralj Gajzerik kažnjavao smjenom s položaja, progonstvom te smrću, a vjernike bi, ako bi bili državni dužnosnici dao smijeniti i zaplijeniti njihovu imovinu. No kralj je svoje podanike katolike štitio dok god su njegovi odnosi s Carigradom bili prijateljski. Gajzerik je umro 477. godine, a prema načelu seniorata na vlast je došao najstariji član dinastije. Kralja je nasljedio njegov sin Hunerik (477. – 484.). On je bio nesposoban vladar. U početku je štitio katolike bojeći se sukoba s Bizantom, no 482. je otpočeo žestoke progone. Njegov rođak kralj Guntamund (484. – 496.) je obustavio progone i zaštitio katolike. Fanatični kralj Trasamund (496. – 523.) je obnovio progone, ali oni nisu bili krvavi. Za vladavine Hilderika (523. – 530.) ponovno je uspostavljena vjerska tolerancija, pa su se u Africi održavale i biskupske sinode. No takvoj se politici usprotivio kraljev rođak Gelimer, na čiju je stranu stala i Crkva. Gelimer (530. – 534.) je svrgnuo Hilderika i sam zavladao. Hilderik je 533. godine ubijen. Ubojstvo zakonitog kralja i Gelimerova uzurpacija dobro su došli Bizantu kao povod za rat. Bizantski vojskovođa Belizar se iskrcao u Africi i porazio Vandale. Bivša rimska provincija Afrika je postala bizantska provincija, a Gelimer je dobio velika imanja. Vandali su ubrzo nestali iz povijesti.
Maleni dio Vandala o kojem se govori u gornjem dijelu teksta, koji je bio pravovjeran, ne arijanski, u biti je pripadao ortodoksnoj kršćanskoj zajednici, a ne katolicima, koji onda i ne postoje. Dakle to su ortodoksni "nicejski" kršćani, koji su ujedno bili brojčano nadmoćniji nad arijancima.

## Vandalski kraljevi
- Wisimar (d.335.)
- Godigisel (359. – 406.)
- Gunderik (407. – 428.)
- Gajzerik (428. – 477.)
- Hunerik (477. – 484.)
- Gunthamund (484. – 496.)
- Trasamund (496. – 523.)
- Hilderik (523. – 530.)
- Gelimer (530. – 534.)

## Vanjske poveznice
- Povijest Vandala